# Pat Houlihan
Patrick „Pat(sy)“ Houlihan (* 7. November 1929; † 8. November 2006) war ein englischer Snookerspieler, der 1965 die English Amateur Championship gewann und zwischen 1971 und 1993 zwanzig Jahre als Profispieler verbrachte.

## Karriere
Houlihan wurde 1929 geboren, stammte aus dem Süden Londons und begann als Teenager, Snooker zu spielen. 1953 spielte er das höchste Amateurbreak des Jahres und dominierte anschließend für ein Jahrzehnt die Londoner Snooker-Meisterschaft. Gleichzeitig erarbeitete er einen Ruf, bei Spielen um Geld ein Spezialist zu sein. Houlihan machte erstmals auf sich aufmerksam, als er 1954 das Viertelfinale der English Amateur Championship erreichte. 1960 schied er nach einem Sieg über Geoff Foulds in der vierten Qualifikationsrunde gegen Mark Wildman aus, 1963 und 1964 schied er dann in der ersten Runde der Süd-Qualifikation aus. 1965 besiegte er im Finale der Qualifikation Ray Reardon und qualifizierte sich damit für das Endspiel um die Meisterschaft, in dem er mit 11:3 John Spencer besiegte. Zudem gewann das BA&CC television tournament, ein von der BA&CC veranstaltetes Fernsehturnier. In den folgenden Jahren sind keine Spiele Houlihans überliefert, bis er 1971 Profispieler wurde. Anderen Angaben zufolge wurde er bereits 1969 Profispieler. Der späte Zeitpunkt lag daran, dass Joe Davis, der für das Aussuchen von neuen Profispielern zuständig war, Spiele um Geld missbilligte und somit einen früheren Start verhinderte. Als Houlihan schließlich Profispieler wurde, hatte er seine besten Jahre bereits hinter sich.

### Erste Profijahre
Houlihan bestritt im Rahmen der Snookerweltmeisterschaft 1972 sein erstes Profispiel, das er mit 10:11 gegen John Dunning knapp verlor. Während der Ausgabe des nächsten Jahres besiegte er mit 9:2 Jackie Rea, verlor dann aber im Achtelfinale gegen Alex Higgins.
In der nächsten Saison nahm Houlihan an zwei Turnieren teil: Bei den Norwich Union Open besiegte er John Virgo und verlor im Achtelfinale gegen Cliff Thorburn, bevor er bei der Snookerweltmeisterschaft sein Auftaktspiel gegen Jim Meadowcroft verlor. In den folgenden Jahren bestritt Houlihan dann keine Profispiele mehr. Trotzdem wurde er auf dem 22. und letzten Platz der Order of Merit der Saison 1975/76 geführt, dem Vorläufer der Snookerweltrangliste.
Erst während der Saison 1977/78 trat Houlihan wieder als aktiver Profispieler in Erscheinung, verlor aber bei der UK Championship sein Auftaktspiel, besiegte aber bei der Snookerweltmeisterschaft den Schotten Chris Ross und Jim Meadowcroft, bevor er im Achtelfinale Cliff Thorburn unterlag. Infolgedessen wurde er auf der Weltrangliste auf Rang 18 geführt, der besten Platzierung seiner Karriere.

### Zwischenzeitlicher Abschied von der Weltrangliste
Während der Saison 1978/79 nahm Houlihan erneut an nur zwei Turnieren teil; bei der UK Championship verlor er erneut sein Auftaktspiel, bei der Snookerweltmeisterschaft schied er nach einem Auftaktsieg gegen John Barrie in der Runde der letzten 24 gegen Doug Mountjoy aus. Auf der Weltrangliste verschlechterte er sich um zwei Plätze. In der nächsten Saison erreichte er bei der UK Championship das Achtelfinale und bei der Snookerweltmeisterschaft die Runde der letzten 32. Zudem nahm er am British Gold Cup und an den Pontins Camber Sands Open teil. Bei erstem Turnier überstand er die Qualifikations-Gruppenphase, schied dann aber ohne Sieg in der Haupt-Gruppenphase aus, bei zweiterem Turnier unterlag er im Achtelfinale Dennis Taylor. Auf der Weltrangliste verschlechterte er sich auf Rang 21.
In der Saison 1980/81 nahm Houlihan mit überschaubarem Erfolg an drei Turnieren teil, verlor dabei bei der UK Championship gegen Tony Meo und bei der English Professional Championship gegen John Spencer sein jeweiliges Auftaktspiel und schied bei der Yamaha Organs Trophy trotz zweier Siege in der Haupt-Qualifikation aus. Infolge dieser Saison verlor Houlihan seinen Weltranglistenplatz wieder und war nun als ungesetzter Profispieler aktiv. Im Laufe der folgenden Saison schied Houlihan beim International Masters in der Vor-Qualifikation aus und erreichte bei den International Open und bei der Snookerweltmeisterschaft jeweils die zweite Runde. Bei der UK Championship zog er von der zweiten bis in die fünfte Qualifikationsrunde ein, in der er dann gegen Graham Miles verlor. Weiterhin blieb er auf der Weltrangliste aber ungesetzt.
Während der Saison 1982/83 konnte Houlihan nur ein einziges Spiel aus eigener Kraft gewinnen, als er beim International Masters Eddie McLaughlin besiegte, aber dennoch in der Vor-Qualifikations-Gruppenphase ausschied. Auch in der nächsten Saison konnte er nur beim International Masters Spiele gewinnen; er zog mit Siegen über Marcel Gauvreau und John Hargreaves in die Haupt-Qualifikation ein, in der er trotz eines Sieges über Rex Williams ausschied. In der Saison 1984/85, als das International Masters nun unter dem Namen British Open und mit einem neuen Modus ausgetragen wurden, gewann Houlihan kein einziges Spiel mehr. Auch während dieser drei Spielzeiten blieb er ungesetzt.

### Rückkehr auf die Weltrangliste und letzte Profijahre
Etwas besser verlief für Houlihan aber die Saison 1985/86, in der er aus eigener Kraft die Runde der letzten 96 der UK Championship, die Runde der letzten 64 des Classics und die Runde der letzten 32 der English Professional Championship, einem Non-ranking-Turnier, erreichte. Während der folgenden Saison gewann er jedoch nur noch bei einem Turnier sein Auftaktspiel, bei den International Open gewann er aber auch zwei weitere Spiele und schied erst in der Runde der letzten 32 aus. Zwischenzeitlich konnte sich Houlihan auf Weltranglistenplatz 91 platzieren, den er im Anschluss an die Saison 1986/87 auf Rang 64 verbessern konnte.
Auch in der Saison 1987/88 gewann er nur ein Auftaktspiel aus eigener Kraft (zusätzlich profitierte er in der WM-Qualifikation von der kampflosen Aufgabe seitens Dave Gilbert), als er beim Grand Prix mit zwei Siegen in die Runde der letzten 32 vorrückte. Auf der Weltrangliste verbesserte er sich auf Rang 59. Doch nachdem er in der folgenden Saison zwar bei drei Turnieren das Auftaktspiel gewann, aber jeweils anschließend ausschied, rutschte er auf Platz 81 ab. In der Spielzeit 1989/90 gewann er wieder die Hälfte aller Spiele, was sieben Auftaktsiege bedeutete. Allerdings schied er bei vier Turnieren in der anschließenden Runde und bei drei übrigen Turnieren in der übernächsten Runde aus. Somit verschlechterte er sich auf der Weltrangliste auf Rang 96.
Während der Saison 1990/91 gewann Houlihan vier Auftaktspiele, schied dreimal in der anschließenden Runde aus und besiegte beim Classic zusätzlich David Taylor, bevor er in der Runde der letzten 64 gegen Barry West verlor. Auf der Weltrangliste verlor er weitere acht Plätze und wurde nun auf Rang 104 geführt. Nachdem er im Laufe der nächsten Saison nur zwei Auftaktspiele gewonnen und jeweils anschließend verloren hatte, stürzte er auf Rang 153 ab.  In der Saison 1992/93 gewann er nur noch eine Partie gegen Jamie Rous beim Dubai Classic und verlor alle anderen Spiele. Nachdem er am Saisonende seinen Weltranglistenplatz wieder verloren hatte, beendete er nach insgesamt zwanzig Profijahren seine Karriere.
Houlihan starb am 8. November 2006, einen Tag nach seinem 77. Geburtstag. Er hinterließ seine Ehefrau sowie einen Sohn und eine Tochter. Houlihan galt als Arbeitstier und wurde von Jimmy White als „größter Snookerspieler, den ich je gesehen habe,“ gewürdigt. Whites attackierender Spielstil fußte auch auf Houlihans Spielstil. Die Billard-Zeitschrift „The Billiard Player“ bezeichnete Houlihan anlässlich seines ersten Titels bei der Londoner Snooker-Meisterschaft als „einen echten Artisten und Naturtalent im Snooker.“ Hervorgehoben wird zudem auch Houlihans bescheidener Charakter und seine Fähigkeiten zum Erzählen von Geschichten, speziell von Snooker-Anekdoten.

## Erfolge (Auswahl)
| Ausgang         | Jahr | Turnier                              | Finalgegner  | Ergebnis |
| --------------- | ---- | ------------------------------------ | ------------ | -------- |
| Amateurturniere |      |                                      |              |          |
| Sieger          | 1965 | English Amateur Championship – South | Ray Reardon  | 6:5      |
| Sieger          | 1965 | English Amateur Championship         | John Spencer | 11:3     |